# Nootdorp
Nootdorp è una località olandese situata nel comune di Pijnacker-Nootdorp, nella provincia dell'Olanda meridionale.
Nel 2002 il comune autonomo è stato unito a Pijnacker nel nuovo comune di Pijnacker-Nootdorp